# Konstantin Duka
Konstantin Duka (grčki Κωνσταντίνος Δούκας, Kōnstantinos Doukas) (? – 1303.) bio je vladar Tesalije.
Nije poznato kada je rođen, a otac mu je bio Ivan I. Duka (Ἰωάννης Α' Δούκας). Ivanova je žena bila Hipomona, koja je rodila Konstantina, Teodora i kraljicu Srbije Helenu.
Konstantin je naslijedio svojeg oca oko 1289. godine te je bio i sebastokrator (σεβαστοκράτωρ).
Dok je još bio maloljetan, Konstantin je bio pod zaštitom moćne grčke plemkinje Ane Paleolog.
Teodor je bio Konstantinov suregent.
Konstantin je imao suprugu i njihov sin je bio Ivan II. Duka (Ιωάννης Β΄ Δούκας).